# Attenuata schoutanica
Attenuata schoutanica is een slakkensoort uit de familie van de Rissoidae. De wetenschappelijke naam van de soort is voor het eerst geldig gepubliceerd in 1913 door May.